# Alpecin-Deceuninck/Saison 2025
Diese Liste beschreibt die Mannschaft und die Siege des Radsportteams Alpecin-Deceuninck in der Saison 2025.

## Mannschaft
| Teamkader 2025          | Teamkader 2025     | Teamkader 2025 | Teamkader 2025                             |
| Name                    | Geburtsdatum       | Land           | Vorheriges Team                            |
| ----------------------- | ------------------ | -------------- | ------------------------------------------ |
| Tobias Bayer            | 17. November 1999  | Österreich     | Tirol KTM Cycling Team (2020)              |
| Lars Boven              | 13. August 2001    | Niederlande    | Jumbo-Visma Development Team (2023)        |
| Ramses Debruyne         | 31. August 2002    | Belgien        | Alpecin-Deceuninck Development Team (2024) |
| Simon Dehairs           | 4. Juni 2001       | Belgien        | Alpecin-Deceuninck Development Team (2024) |
| Tibor Del Grosso        | 27. Juli 2003      | Niederlande    | Alpecin-Deceuninck Development Team (2024) |
| Silvan Dillier          | 3. August 1990     | Schweiz        | AG2R La Mondiale (2020)                    |
| Samuel Gaze             | 12. Dezember 1995  | Neuseeland     | Alpecin-Fenix Development Team (2021)      |
| Robbe Ghys              | 11. Januar 1997    | Belgien        | Sport Vlaanderen-Baloise (2022)            |
| Gal Glivar              | 1. Mai 2002        | Slowenien      | UAE Team Emirates Gen Z (2024)             |
| Michael Gogl            | 4. November 1993   | Österreich     | Qhubeka NextHash (2021)                    |
| Kaden Groves            | 23. Dezember 1998  | Australien     | BikeExchange-Jayco (2022)                  |
| Quinten Hermans         | 29. Juli 1995      | Belgien        | Intermarché-Wanty-Gobert Matériaux (2022)  |
| Juri Hollmann           | 30. August 1999    | Deutschland    | Movistar Team (2023)                       |
| Jimmy Janssens          | 30. Mai 1989       | Belgien        | Cibel-Cebon (2018)                         |
| Timo Kielich            | 5. August 1999     | Belgien        | Alpecin-Deceuninck Development Team (2023) |
| Xandro Meurisse         | 31. Januar 1992    | Belgien        | Circus-Wanty Gobert (2020)                 |
| Jasper Philipsen        | 2. März 1998       | Belgien        | UAE Team Emirates (2020)                   |
| Edward Planckaert       | 1. Februar 1995    | Belgien        | Sport Vlaanderen-Baloise (2020)            |
| Jensen Plowright        | 15. Mai 2000       | Australien     | Équipe continentale Groupama-FDJ (2022)    |
| Johan Price-Pejtersen   | 26. Mai 1999       | Dänemark       | Bahrain Victorious (2024)                  |
| Jonas Rickaert          | 7. Februar 1994    | Belgien        | Sport Vlaanderen-Baloise (2018)            |
| Oscar Riesebeek         | 23. Dezember 1992  | Niederlande    | Roompot-Charles (2019)                     |
| Henri Uhlig             | 1. August 2001     | Deutschland    | Alpecin-Deceuninck Development Team (2023) |
| Fabio Van den Bossche   | 21. September 2000 | Belgien        | Sport Vlaanderen-Baloise (2021)            |
| Mathieu van der Poel    | 19. Januar 1995    | Niederlande    | IKO Enertherm-BKCP (2013)                  |
| Stan Van Tricht         | 20. September 1999 | Belgien        | Soudal Quick-Step (2023)                   |
| Luca Vergallito         | 14. September 1997 | Italien        | Alpecin-Deceuninck Development Team (2023) |
| Gianni Vermeersch       | 19. November 1992  | Belgien        | Verandas Willems (2016)                    |
| Emiel Verstrynge        | 4. Februar 2002    | Belgien        | Alpecin-Deceuninck Development Team (2024) |
|                         |                    |                |                                            |
| Quelle: ProCyclingStats |                    |                |                                            |

## Siege
| Siege   | Siege                 | Siege   | Siege  | Siege                | Siege |
| Datum   | Rennen                | Staat   | Klasse | Sieger               |       |
| ------- | --------------------- | ------- | ------ | -------------------- | ----- |
| 2. Mär. | Kuurne–Brüssel–Kuurne | Belgien | 1.Pro  | Jasper Philipsen     |       |
| 4. Mär. | Le Samyn              | Belgien | 1.1    | Mathieu van der Poel |       |

## UCI-Weltranglisten-Platzierungen
| UCI-Ranking | UCI-Ranking | UCI-Ranking | UCI-Ranking |
| Fahrer      | Fahrer      | Land        | Punkte      |
| ----------- | ----------- | ----------- | ----------- |